# 조기 (기례)

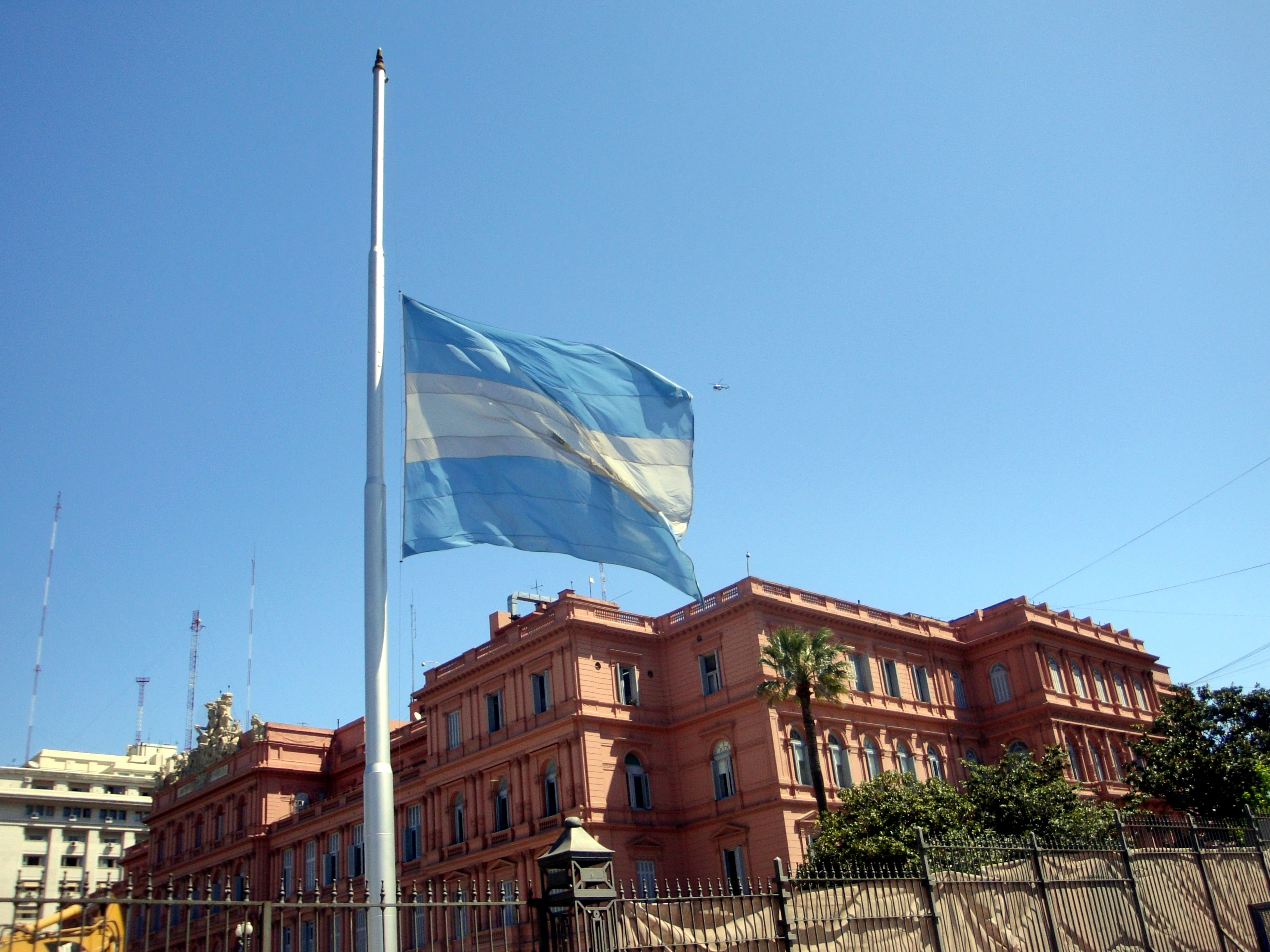

조기(弔旗)란 기를 통하여 국가나 단체, 개인등에 대한 조의, 기념 등을 나타내는 기례(旗禮)이다. 기를 최상위까지 올렸다가 내린 뒤 깃대의 절반 쪽에서 멈추는 것이 관례이다. 보통 희생자에 대한 애도, 추모, 경의 등을 나타낼 때 사용하며, 국가마다 조기를 게양하는 경우는 각각이다.

## 개별 국가별 조기게양의 예

### 대한민국
- 현충일
- 국가장 기간
- 국가애도기간

### 미국
- 현직 또는 전직 대통령 사망후 30일간
- 현직 또는 전직 부통령, 국회의장, 대법관 사망후 10일간
- 국회의원 사망 당일 및 다음 날
- 9월 11일(9·11 테러희생자 추모)
- 12월 7일(진주만 폭격)
- 요한바오로 2세 별세
- 컬럼비아 우주왕복선 폭발사고 희생자 추모
- 카트리나 참사 희생자 추모
- 2004년 인도양 지진 해일 사태 희생자 추모
- 인권운동가 코레타 스코트 킹 별세 추모
- 버지니아 공대 총기 난사 사건 희생자 추모

### 일본
- 8월 15일(종전기념일)
- 황족장례일
- 수상장례일

### 중국
- 중대 재난 및 자연재해 발생시
- 국가주석, 전인대 의원, 총리 사망시

### 사우디아라비아
- 사우디아라비아의 국기는 이슬람교의 신성한 구절인 샤하다가 새겨져 있기 때문에 조기 게양이 금지되어 있다. 또한 샤하다가 새겨진 아프가니스탄의 국기, 소말릴란드의 국기, 알라후 아크바르라는 문구가 새겨진 이라크의 국기 또한 조기 게양이 금지되어 있다.

### 캐나다
- 총리, 총독, 그리고 군주의 사망
- 군주 가족의 사망
- 전직 총독의 사망
- 전직 총리의 사망
- 현직 대법관, 내각의 사망
- 추밀원사무처, 상원의원의 사망
- 현직 하원의원의 사망
- 해외 공관 대사의 사망
- 그 밖에 주와 준주 법령에 따른 조기 게양

## 같이 보기
- 묵도
- 국가 애도의 날